# Střelice (powiat Brno)
Střelice – gmina w Czechach, w powiecie Brno, w kraju południowomorawskim. Według danych z dnia 1 stycznia 2013 liczyła 2 770 mieszkańców.